# Jotam (zoon van Gideon)
Jotam ("De Heer is volmaakt", Hebreeuws: יותם) was de zoon van Gideon, die bekend is van de Fabel van Jotam.
Jotam wordt genoemd in Richteren 9 in de Hebreeuwse Bijbel. Hier staat vermeld dat toen zijn broer Abimelech na de dood van Gideon al zijn broers (op Jotam na) liet vermoorden en zichzelf liet uitroepen tot koning van Sichem, Jotam vanaf een bergtop de inwoners van Sichem toesprak met de naar hem genoemde fabel.